# 105 mm M102
L'obice statunitense M102 è il successore dell'Obice M101 del periodo bellico. È un'arma compatta e maneggevole, ma la ridotta gittata ha comportato la sua sostituzione con armi come il Light Gun inglese, ovvero il cannone leggero ROF da 105 mm.
Fu usato per la prima volta durante la guerra del Vietnam e fu utilizzato successivamente anche durante le operazioni Desert Shield e Desert Storm. Può sparare una gran varietà di proiettili e, grazie al peso e alle dimensioni ridotte, può essere paracadutato e trasportato tramite un elicottero (UH-60 Black Hawk) oltre, naturalmente, a essere trainato da mezzi terrestri come camion (da due tonnellate o superiori) e HMMWV (High Mobility Purpose Wheeled Vehicle; alla lettere veicolo su ruote ad alta mobilità).
L'M102 è inoltre l'arma di dimensioni maggiori a bordo degli aerei AC-130.
Come già detto non è più utilizzato dall'esercito statunitense, rimpiazzato dall'M119. È però ancora in dotazione alla Guardia Nazionale e negli aerei Lockheed AC-130 "Pave Spectre".
Ha inoltre un ruolo molto ridotto nel corpo dei Marines dove viene utilizzato per sparare salve o per allenamenti.